# 高原荨麻
高原荨麻（学名：Urtica hyperborea）是荨麻科荨麻属的植物。分布于锡金以及中国大陆的甘肃、新疆、青海、四川、西藏等地，生长于海拔3,000米至5,200米的地区，一般生于高山石砾地、岩缝以及山坡草地，目前尚未由人工引种栽培。